# Сен-Жері (Лот)
Сен-Жері́ (фр. Saint-Géry) — колишній муніципалітет у Франції, у регіоні Окситанія, департамент Лот. Населення — 451 осіб (2011).
Муніципалітет був розташований на відстані близько 490 км на південь від Парижа, 100 км на північ від Тулузи, 12 км на схід від Каора.

## Історія
До 2015 року муніципалітет перебував у складі регіону Південь-Піренеї. Від 1 січня 2016 року належав до нового об'єднаного регіону Окситанія.
1 січня 2017 року Сен-Жері і Вер було об'єднано в новий муніципалітет Сен-Жері-Вер.

## Демографія
Динаміка населення (INSEE ):
Розподіл населення за віком та статтю (2006):
| Стать | Всього | До 15 років | 15-24 | 25-44 | 45-64 | 65-85 | Понад 85 |
| --- | ------ | ----------- | ----- | ----- | ----- | ----- | -------- |
| Чоловіки | 216    | 20          | 27    | 47    | 70    | 40    | 12       |
| Жінки | 240    | 36          | 19    | 59    | 70    | 40    | 16       |
| \| Статево-вікова піраміда \| Статево-вікова піраміда \| Статево-вікова піраміда \| \| ----------------------- \| ----------------------- \| ----------------------- \| \| Чоловіки \| Вік \| Жінки \| \| 12 \| 85 + \| 16 \| \| 8 \| 80-84 \| 12 \| \| 12 \| 75-79 \| 12 \| \| 8 \| 70-74 \| 12 \| \| 12 \| 65-69 \| 4 \| \| 16 \| 60-64 \| 8 \| \| 27 \| 55-59 \| 27 \| \| 23 \| 50-54 \| 23 \| \| 4 \| 45-49 \| 12 \| \| 19 \| 40-44 \| 16 \| \| 12 \| 35-39 \| 12 \| \| 12 \| 30-34 \| 19 \| \| 4 \| 25-29 \| 12 \| \| 8 \| 20-24 \| 0 \| \| 19 \| 15-20 \| 19 \| \| 4 \| 10-14 \| 12 \| \| 4 \| 5-9 \| 12 \| \| 12 \| 0-4 \| 12 \| |        |             |       |       |       |       |          |
| Статево-вікова піраміда |        |             |       |       |       |       |          |
| Чоловіки | Вік    | Жінки       |       |       |       |       |          |
| 12 | 85 +   | 16          |       |       |       |       |          |
| 8 | 80-84  | 12          |       |       |       |       |          |
| 12 | 75-79  | 12          |       |       |       |       |          |
| 8 | 70-74  | 12          |       |       |       |       |          |
| 12 | 65-69  | 4           |       |       |       |       |          |
| 16 | 60-64  | 8           |       |       |       |       |          |
| 27 | 55-59  | 27          |       |       |       |       |          |
| 23 | 50-54  | 23          |       |       |       |       |          |
| 4 | 45-49  | 12          |       |       |       |       |          |
| 19 | 40-44  | 16          |       |       |       |       |          |
| 12 | 35-39  | 12          |       |       |       |       |          |
| 12 | 30-34  | 19          |       |       |       |       |          |
| 4 | 25-29  | 12          |       |       |       |       |          |
| 8 | 20-24  | 0           |       |       |       |       |          |
| 19 | 15-20  | 19          |       |       |       |       |          |
| 4 | 10-14  | 12          |       |       |       |       |          |
| 4 | 5-9    | 12          |       |       |       |       |          |
| 12 | 0-4    | 12          |       |       |       |       |          |

## Економіка
2010 року серед 264 осіб працездатного віку (15—64 років) 181 була активною, 83 — неактивними (показник активності 68,6%, у 1999 році було 62,2%). З 181 активної мешканців працювало 145 осіб (72 чоловіки та 73 жінки), безробітними було 36 (17 чоловіків та 19 жінок). Серед 83 неактивних 18 осіб було учнями чи студентами, 48 — пенсіонерами, 17 були неактивними з інших причин.

У 2010 році в муніципалітеті числилось 193 оподатковані домогосподарства, у яких проживали 420,0 особи, медіана доходів виносила 17 955 євро на одного особоспоживача